# Вторжение в дом (Американская история ужасов)
«Вторжение в дом» (англ. Home Invasion) — второй эпизод первого сезона американского телесериала «Американская история ужасов», премьера которого состоялась 12 октября 2011 года на телеканале FX. Сценарий написан Райаном Мёрфи и Брэдом Фэлчаком, режиссёр — Альфонсо Гомес-Рехон.
В этом эпизоде, Бен Харман (Дилан Макдермотт) уезжает на время в Бостон по просьбе его бывшей студентки (Кейт Мара), которая сообщила ему, что беременна. В то время, как он находится в другом городе, его жена Вивьен (Конни Бриттон) и дочь Вайлет (Таисса Фармига) остаются одни дома, и трое проникли в дом, и попытались повторить легендарное убийство, которое произошло в доме в 1968 году. В качестве приглашённых актёров, были такие, как: Кейт Мара в роли студентки Хейден Макклейн, с которой Бен изменил жене.
В эпизоде используется музыка, написанная к американскому фильму «Психо» композитором Бернардом Херрманном. Эпизод имеет рейтинг TV-MA (LV).

## Сюжет эпизода

### 1968 год
Три молодые девушки собираются на концерт группы «The Doors», насмехаясь над своими соседками, Марией (Роза Салазар) и Глэдис (Сейла Финкенштейн), которые предпочитают остаться дома. Сразу после ухода девушек, у дома объявляется Р. Франклин (Джейми Харрис), который стоит под дверью и просит о помощи. Мария позволяет ему войти и начинает обрабатывать его рану, и тут замечает, что он и не ранен вовсе. Тогда мужчина бьёт Марию по голове и связывает. Глэдис он относит наверх. Потом он заставляет Марию надеть униформу медсестры и убивает.

### 2011 год
У Тейта (Эван Питерс) происходит очередной сеанс с Беном. Тейт насмехается над психотерапевтом, рассказывая о том, что мечтает о Вайолет (Таисса Фармига). Вдруг телефон Бена звонит, и голос девушки в трубке говорит: «Я беременна». А в это время Вайолет встречается с Лией (Шелби Янг) в парке скейтеров. Они вспоминают происшествие в доме, Лия рассказывает, что так испугалась тогда, что даже поседела.
Ночью Тейт наблюдает за спящей Вайолет, и тут начинает гудеть сигнализация. Испуганный Бен бежит вниз и не находит никого, кроме Аделаиды (Джейми Брюэр). Бен просит её уйти домой. Вивьен (Конни Бриттон) начинает беспокоиться о малыше, Бен говорит, что бояться нечего. Потом он встречается с очередной пациенткой, Бьянкой (Магейна Това), которая рассказывает о своих кошмарах, а также упоминает, что дом Хармонов является одной из достопримечательностей, которые посещают во время Экскурсии по домам-убийцам. После сеанса Бен пытается позвонить матери Тейта и сказать, что он не может больше лечить его.
Констанс (Джессика Лэнг) готовит у себя на кухне кексы, в то время как Аделаида читает журнал. Аделаида спрашивает, сможет ли она когда-нибудь стать такой же красивой, как девушка с обложки, Констанс зло говорит, что её дочери стоит думать о другом. А Бена мучает чувство вины за измену жене с Хейден (Кейт Мара), которая, как оказалась, и звонила ему чуть ранее. Бен советуется с Ларри (Денис О’Хэр), тот отвечает, что Бену следует скрывать правду от жены.
Констанс приносит те самые кексы, в которые она добавила начинку, способную вызывать внутреннее кровотечение, Вивьен. Констанс просит передать угощение Вайолет. Вивьен говорит, что хочет съесть один кекс сама, Констанс её отговаривает. Также Вивьен рассказывает соседке о своей беременности. После этого Вивьен пробует поговорить с дочерью, но конструктивного разговора не получается. Бен едет в Бостон и встречается с Хейден. Они решают, что девушке лучше сделать аборт.
В это время в дверь его дома звонит девушка, Фиона (Азура Скай), уверяя, что она ранена. Вивьен что-то подозревает и не хочет её пускать. Она пытается вызвать полицию, но телефон не работает, тогда Вивьен просит Вайолет позвать на помощь, но та не успевает. Трое людей в масках, Фиона, Бьянка и Даллас (Кайл Девис) врываются в дом и связывают Вайолет и Вивьен.
Оказывается, что они хотят воссоздать убийство 1968 года, в точности повторив убийство Глэдис и Марии. Вайолет должна сыграть роль Глэдис, Тейт, незамеченный незваными гостями, просит девушку заманить их в подвал. Наверху Вайолет убеждает Фиону, что та самая ванная находится в подвале, так как после переезда Хармоны сменили сантехнику, и они идут вниз. А Бьянка ест кекс, приготовленный Констанс, и ей становится плохо. Вскоре после этого её убивает Тейт. Вивьен удаётся вырваться из рук Далласа. Вивьен и Вайолет убегают и бегут к дому Констанс, пытаясь позвать помощь. Глэдис и Мария помогают Тейту расправиться с убийцами.
В это время в клинике Бостона Хейден отправляется на аборт, а Бен получает сообщение о нападении на дом, и возвращается в Лос-Анджелес. Констанс помогает Тейту и Мойре избавиться от тел. Прибывшие полицейские и допрашивают Бена и Вивьен, так и не выяснив ничего полезного для себя. Вивьен заявляет, что хочет продать дом.

## Отзывы критиков
Мэтт Фаулер из издания IGN поставил эпизоду общую оценку 8, и говоря: «Эпизод «Вторжение в дом» стал приятным сюрпризом» и высоко оценил открытые сцены эпизода, заявляя: «Какой ужас, это стиль сериала отличен, и какой же ужасающий тон в серии!». Тодд ВанДерВёрф из издания The A.V. Club поставил эпизоду оценку 3/5 и назвал его «любопытной страшилкой», прокомментировав: «Я провожу много времени, думаю об этом, и некоторые ужасы из эпизода в ядре шоу очень меня заинтриговали».
Второй эпизод телесериала «Американская история ужасов», все время трансляции на американском канале, просмотрело 2,46 миллионов человек, и получил долю 1,4 рейтинга среди людей, в возрасте от 18 до 49 лет по данным Рейтинга Нильсена. Эпизод сбросил рейтинг в отличие от Пилотного эпизода в два раза.